# Dinijeva ploskev
Dinijeva ploskev je ploskev s konstantno negativno ukrivljenostjo. Lahko nastane z zvijanjem psevdosfere 
Imenuje se po italijanskem matematiku in politiku  Ulissu Diniju (1845 – 1918) .
Ploskev lahko opišemo  s parametrično enačbo 
{\displaystyle x=a\cos \left(u\right)\sin \left(v\right)}
{\displaystyle y=a\sin \left(u\right)\sin \left(v\right)}
{\displaystyle z=a\left(\cos \left(v\right)+\log \left(\tan \left({\frac {v}{2}}\right)\right)\right)+bu}
Ploskev je možno opisati tudi s helikoidom, ki ga konstruiramo iz traktrise . 

## Gaussova ukrivljenost
Gaussova ukrivljenost je enaka 
{\displaystyle 1 \over {a^{2}+b^{2}}}